# Château de Loket
Le château de Loket, ou Hrad Loket en tchèque, est un château gothique du XIIe siècle à Loket, en République tchèque.